# Йоганн IV (герцог Баварії)
Іоганн IV (*Johann IV, 4 жовтня 1437 — 18 листопада 1463) — герцог Баварсько-Мюнхенський у 1460—1463 роках.

## Життєпис
Походив з династії Віттельсбахів. Старший син Альбрехта III, герцога Баварсько-Мюнзхенського, та Анни Брауншвейг-Грубенгаген-Айнбекської. Народився у 1437 році у Мюнхені. Здобув класичну освіту. Водночас виявив любов до полювання, уславившись як видатний мисливець.
У 1460 році разом з братами Альбрехтом і Вольфгангом відвідав Рим, де зустрівся з папою римським Пієм II, налагодивши з останнім дружні стосунки. Того ж року після смерті батька стає новим герцогом Баварії-Мюнхена (разом зі своїм братом Сигізмундом I).
З самого початку вимушений був боротися проти змов знаті, яка намагалася скористатися молодістю володаря задля розширення своїх володінь та прав. Водночас сталася низка заворушень у найбільших містах. Іоганн IV активно протидіяв намаганням послабити його владу. У розпал цього він помер під час епідемії моровиці. Поховано у монастирі в Андекс.
Його спадкоємцями стали брати Сигізмунд I та Альбрехт IV.